# Mary Proctor

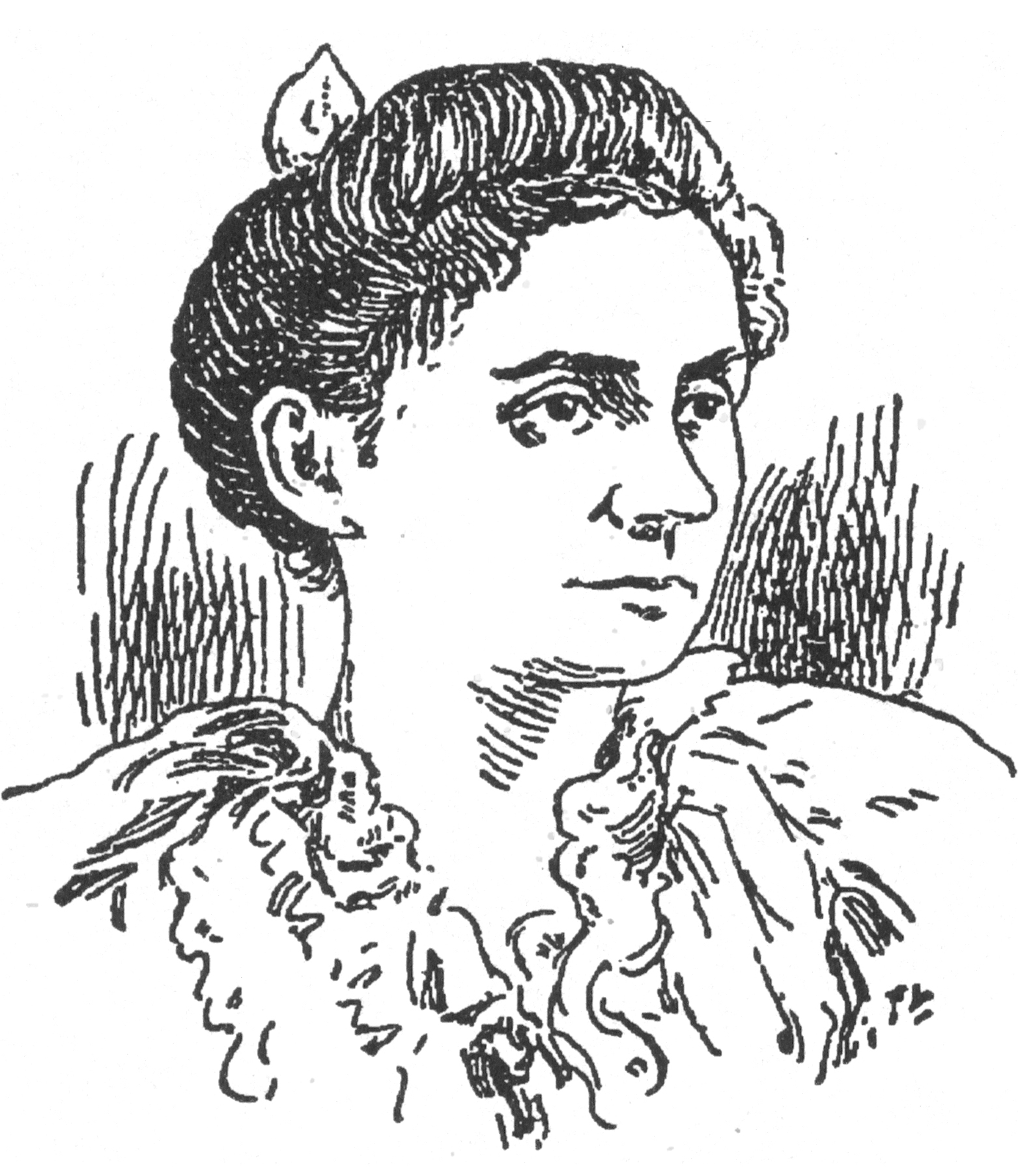
Teckning av Mary Proctor i New York Times den 9 september 1894.

Mary Proctor, född 1862 i Dublin, Irland, död 11 september 1957, var en amerikansk astronom som populariserade astronomin. Hon blev aldrig professionell astronom, men är känd för många artiklar och böcker i ämnet. Trots olika påståenden om att hon var amerikan, finns det en passagerarlista från omkring 1924 där hon uppgav brittisk nationalitet. Kratern Proctor på Månen är uppkallad efter henne och Proctor på Mars är uppkallad efter hennes far.

## Biografi
Proctor var dotter till Maria och Richard Proctor. Efter moderns död 1879, gifte hennes far om sig 1881 varpå familjen emigrerade till USA och bosatte sig i Saint Joseph, Missouri 1882. Hennes far var brittisk populärastronom, föreläsare och författare, född i London och utexaminerad vid Saint John College i Cambridge. Hon fick sina astronomiska kunskaper och lusten till att skriva från honom. 
Vid tidig ålder tog Proctor med stolthet hand av faderns bibliotek, ordnade hans brev och korrekturläste hans böcker. År 1898 tog hon examen vid College of Preceptors i London.
Proctor började sin karriär genom medverkan i sin fars produktion av en ny tidskrift med titeln Knowledge, grundad och redigerad av honom. Hennes tidigaste publikationer var en serie artiklar om jämförande mytologi. En andra karriär som föreläsare om astronomi inledde hon framgångsrikt genom deltagande i World’s Columbian Exposition i Chicago 1893. Hennes första bok Stories of Star publicerades 1898 och antogs av New York City Board of Education. Hon undervisade också i astronomi i privatskolor samtidigt som hon studerade vid Columbia University.

## Arbeten
Proctor skrev många artiklar för tidningar, tidskrifter och publicerade ett flertal populära böcker. Hennes artiklar och böcker vände sig främst till unga läsare och gjorde henne känd som "barnens astronom." Hennes böcker var lättlästa, korrekta, informativa och väl illustrerade. Allmänt respekterad av professionella astronomer, valdes Proctor 1898 till medlem i American Association for the Advancement of Science. År 1916 valdes hon även som medlem av Royal Astronomical Society.